# 亀山龍樹
亀山 龍樹（かめやまたつき、1922年6月10日 - 1980年3月23日）は、日本の翻訳家、作家。

## 人物
佐賀県生まれ。東京帝国大学文学部インド哲学科卒業。第二次世界大戦に学徒兵として出征。
戦後は白木茂の下訳をし、小谷剛の同人誌『作家』に拠って小説を書いていた。
日本児童文芸家協会理事、少年文芸作家クラブ会長を務める。表記には亀山竜樹もある。
息子に、写真家の亀山哲郎がいる。

## 翻訳業の概要
翻訳家としては英文和訳を専門とした。
英語以外の作品は、恐らく他人の翻訳をリライトしたものだが、これは児童文学の世界ではよくあることである。
最初に刊行された訳書はアップルトン『空中列車地球号』か、もしくはエラリー・クイーン『金色のわしの秘密』である（いずれも1957年）。
以後も英米のジュブナイルの翻訳、一般向けのSF・ミステリ・冒険小説を児童向けに抄訳することを主たる仕事とした。
代表的な訳書にスターリング・ノース『はるかなるわがラスカル』（アニメ「あらいぐまラスカル」の原作）、ギャリコ「ハリスおばさんシリーズ」、ネルスン・ボンド『宇宙人ビッグスの冒険』、ジョン・クリストファー「三本足シリーズ」など。
訳書の総数は、20年強の活動期間に対して100冊前後。

### 翻訳
- 『空中列車地球号』（Sky Train、アップルトン(Victor Appleton)、講談社、少年少女世界科学冒険全集26） 1957
- 『謎のロボット星』（Phobos, The Robot Planet、ポール・カポン(Harry Paul Capon)、講談社、少年少女世界科学冒険全集29） 1957、のち角川文庫
- 『洪水』（The Flood of Fear、ジョン&ウォード・ホーキンズ(John & Ward Hawkins)、早川書房、ハヤカワ・ミステリ） 1958
- 『恐怖の27日間』（The 27th Day、J・マントレイ(John Mantley)、講談社、S.F.シリーズ) 1958
- 『少年キムの冒険』（Kim、キップリング、講談社） 1960
- 『宇宙人ビッグスの冒険』（Lancelot Biggs: Spaceman、ネルスン・ボンド、岩崎書店、少年少女宇宙科学冒険全集7） 1960、のち改題『宇宙飛行士ビッグスの冒険』（岩崎書店、SF名作コレクション11）2006
- 『火星救助隊』（Mission to Mars、P・ムーア(Patrick Alfred Moore)、岩崎書店、少年少女宇宙科学冒険全集8） 1961
- 『幽霊衛星テミス』（Lancelot Biggs, Spaceman、ネルソン・ボンド、岩崎書店、少年少女宇宙科学冒険全集16） 1962
- 『空想騎士の冒険』（マーク・トウェーン、岩崎書店、マーク・トウェーン名作全集7） 1962
- 『名探偵ルコック』（ガボリオー、講談社、世界名作全集73） 1963
- 『シートン動物記』（シートン、偕成社） 1964
- 『名犬ラッシー』（E・M・ナイト(Eric Mowbray Knight)、講談社、世界の名作3） 1964、のち少年少女講談社文庫 1975
- 『世界最悪の旅 / ピアリーの北極探検』（チエリ・ガラード(Apsley Cherry-Garrard) / グリーン、偕成社、少年少女世界の名著16） 1964
- 『消えた大陸のなぞ / ピラミッドの秘密』（チャーチワード / カーター、偕成社、少年少女世界のノンフィクション4） 1964
- 『ルシンダの日記帳』（ソーヤー 、講談社、世界少女名作全集4） 1964
- 『ラ・プラタの博物学者』（The Naturalist in La Plata、W・H・ハドソン、国土社、少年少女科学名著全集12） 1965
- 『地球さいごの日』（フィリップ・ワイリー&エドウィン・バーマー、講談社、世界の科学名作3） 1965
- 『X線カメラのなぞ / マルタの鷹』（ガードナー /  ハメット、あかね書房、少年少女世界推理文学全集15） 1965
- 『別れの歌』（ウィラ・キャサー、講談社） 1966
- 『宝島』（スチーブンソン、講談社） 1966
- 『世界最大のショー』（ケラー、講談社、少年少女世界の名著8） 1966
- 『アラスカ犬・死への挑戦 / シベリアの密林を行く』（テーラー / アルセーニエフ、偕成社、少年少女世界のノンフィクション17） 1966
- 『わたしのアントニーア』（My Ántonia、ウィラ・キャサー、講談社） 1967
- 『白鯨』（メルビル、岩崎書店、ジュニア版世界の文学11） 1967
- 『火星のプリンセス』（バローズ、講談社、火星シリーズ1） 1967
- 『宇宙の超高速船』（E・E・スミス、岩崎書店、SFこども図書館15） 1967
- 『トム・ソーヤーの冒険』（マーク・トウェーン、講談社、世界の名作図書館15） 1967
- 『宇宙からのSOS』（The Wailing Asteroid、ラインスター、偕成社、SF名作シリーズ9） 1967
- 『ラスティと宇宙怪ぶつ』（Rusty's space ship、ランプマン(Evelyn Lampman)、偕成社、世界のこどもエスエフ1） 1968
- 『すてきな夏休み』（オギルビー(Elisabeth Ogilvie)、偕成社、少女ロマン・ブックス14） 1968
- 『病院の怪事件』（パトリック(Patrick Quentin)、ポプラ社、ジュニア世界ミステリー16） 1968
- 『ミッキーくんの宇宙旅行』（フレドリック・ブラウン、岩崎書店、SFえどうわ6） 1968
- 『ぼくらの恐りゅうデカ』（The Shy Stegosaurus of Cricket Dreek、ランプマン、偕成社） 1968
- 『ぼくらがまもった金塊 ナチをあざむく少年たちの活躍』（マクスィーガン(Marie McSwigan)、偕成社、世界のこどもノンフィクション6） 1969
- 『赤いロボット自動車』（Sally、アシモフ、偕成社、名作アニメート絵話13） 1969
- 『銀河王国の地球人』（エドマンド・ハミルトン、集英社、ジュニア版世界のSF5） 1969
- 『恐竜の発見 - よみがえる前世紀動物』（エドウィン・ハリス・コルバート、小畠郁生共訳、早川書房） 1969、のち文庫
- 『毒には毒を / 山のにせ札事件』（ダシール・ハメット /  レイモンド・チャンドラー、鶴書房盛光社、ミステリ・ベストセラーズ） 1970
- 『アフリカ冒険旅行』（セオドア・ワルデック(Theodore J. Waldeck)、学習研究社、アドベンチャー・ブックス5） 1970
- 『はるかなるわがラスカル』（Rascal、スターリング・ノース、角川文庫） 1970、のち小学館ライブラリー
- 『風あらきトロイア シュリーマン』（マージョリー・ブレイマー(Marjorie Braymer)、学習研究社、世界の伝記3） 1971
- 『アーサー王とあった男』（マーク・トウェーン、岩崎書店） 1971
- 『大峡谷の小さなロバ』（マルガリーテ・ヘンリー(Marguerite Henry)、旺文社、旺文社ジュニア図書館） 1971
- 『スパイ大作戦』（オルセン(Oluf Reed Olsen)、集英社、ジュニア版・世界の冒険4） 1971
- 『アリバイを追え』（アイリッシュ、集英社、ジュニア版世界の推理16） 1972
- 『なぞの海底怪獣』（Secret Under the Sea、ディクソン、偕成社、SF名作シリーズ29） 1972
- 『ボタン貝船の兄弟』（G&K・スオーサウト(Glendon Fred Swarthout / Kathryn Swarthout)、講談社、世界の児童文学名作シリーズ） 1972
- 『マルタの鷹』（ハメット、あかね書房推理・探偵傑作シリーズ8） 1973
- 『アルプスの歌ごえ』（マリア・トラップ、偕成社、世界のこどもノンフィクション15） 1973
- 『ねらわれたスミス』（Smith、リアン・ガーフィールド、岩崎書店、ジュニア・ベスト・ノベルズ15） 1974
- 『二都物語』（ディケンズ、集英社） 1975
- 『ジョニイの奇妙な冒険（英語版）』（サイラス・フィッシャー（英語版）、岩崎書店） 1975
- 『宇宙の超高速船』（E・E・スミス、岩崎書店） 1976
- 『タイムスリップ』（ブルース・スチュアート、J&R・ボズウェル、角川文庫） 1977
- 『消えた人々のゆくえ SF傑作短編集』（三省堂） 1977年
- 『黄金虫 / 黒ねこ』（ポー、春陽堂書店） 1977
- 『黒衣の花嫁』（アイリッシュ、文研出版） 1977
- 『 ドリトル先生アフリカへ行く』（ロフティング、暁教育図書、少年少女世界の文学5） 1978
- 『ものぐさドラゴン』（ケネス・グレーアム、金の星社、世界こどもの文学） 1978
- 『子どもが戦争をやめさせた』（ジャン・ワール、文研出版、文研じゅべにーる） 1978
- 『怪談』 （ハーン、春陽堂書店、春陽堂少年少女文庫） 1980
- 「おんぼろ宇宙船シリーズ」（ブライアン・アーンショウ(Brian Earnshaw)、学習研究社）
『おんぼろ宇宙船ときえた子どもたち』(Dragonfall 5 and the Empty Planet) 1980
『おんぼろ宇宙船とさらわれた王女さま』(Dragonfall 5 and the Hijackers) 1980

### エラリー・クイーン
- 『金色のわしの秘密』（エラリー・クイーン、講談社） 1957
- 『赤いりすの秘密』（エラリー・クイーン、講談社） 1957
- 『ポッツ家の怪事件』（The Quick and the Dead、クイーン、講談社、少年少女世界探偵小説全集15） 1958
- 『エジプト十字架の秘密 / 十四のピストルのなぞ』（クイーン、あかね書房、少年少女世界推理文学全集8） 1964
- 『シャム兄弟のひみつ / 双頭の犬と七ひきのネコの冒険』（クイーン、鶴書房盛光社、ミステリ・ベストセラーズ） 1970
- 『Yの悲劇』（クイーン、集英社、ジュニア版世界の推理9） 1972
- 『エジプト十字架の秘密』（クィーン、あかね書房、推理・探偵傑作シリーズ7） 1973

### ジュール・ヴェルヌ
- 『皇帝の密使』（ベルヌ、岩崎書店、ベルヌ冒険名作選集2） 1959
- 『大秘境の冒険』（Les enfants du capitaine Grant、ベルヌ、岩崎書店、ベルヌ冒険名作選集11） 1960
- 『アフリカ横断旅行』（ベルヌ、学習研究社、少年少女ベルヌ科学名作全集5） 1964

### アーサー・コナン・ドイル
- 『赤い糸のなぞ』（ドイル、岩崎書店、冒険・探偵名作全集4） 1960
- 『金ぶちめがねのなぞ』（ドイル、岩崎書店、冒険・探偵名作全集15）  1965
- 『海底の古代帝国』（The Maracot Deep、ドイル、集英社、ジュニア版世界のSF14) 1970
- 「名探偵ホームズ 」（ドイル、学習研究社）1972 - 1973
1)『赤毛連盟』
2)『ぶな屋敷のなぞ』
3)『銀星号事件』
4)『盗まれた秘密文書』
5)『おどる人形』
6)『六つのナポレオン像』
7)『悪魔の足』
8)『ひん死の探偵』
9)『赤い文字の秘密』
10)『四つの署名』
11)『バスカービルの魔犬』
12)『恐怖の谷』

### ジョン・ロウ・タウンゼンド
- 『ぼくらのジャングル街』（Gumbie's Yard、ジョン・ロウ・タウンゼンド(John Rowe Townsend)、学習研究社、少年少女学研文庫19） 1969
- 『さよならジャングル街』（Goodbye to Gumble's Yard、タウンゼンド、学習研究社、少年少女学研文庫20） 1970
- 『北風の町の娘』（ジョン・R・タウンゼンド、学習研究社、ジュニア世界の文学6） 1971

### 「ハリスおばさん」シリーズ
- 『ハリス夫人パリへ行く』 （Flowers for Mrs. Harris、ポール・ガリコ、講談社） 1967

、のち改題『ハリスおばさんパリへ行く』（少年少女講談社文庫）1973、（講談社文庫）1979、（講談社セシール文庫）1981、（講談社青い鳥文庫）1983
- 『ハリスおばさんニューヨークへ行く』（Mrs. Harris Goes to New York、ポール・ガリコ、講談社） 1975、のち講談社文庫
- 『ハリスおばさん国会へ行く』（Mrs. Harris Goes to Parliament、ポール・ガリコ、講談社） 1978、のち講談社文庫
- 『ハリスおばさんモスクワへ行く』（Mrs. Harris Goes to Moscow、ポール・ガリコ、遠藤みえ子共訳、講談社文庫） 1982

### 「ダニーくんのSFぼうけん」シリーズ
- 「ダニーくんのSFぼうけん」（J・ウィリアムズ(Jay Williams)、R・アブラスキン(Raymond Abrashkin)、岩崎書店）
1)『A・G宇宙船SOS』(Danny Dunn and the Anti-Gravity Paint) 1970
2)『無人島の少年科学者』(Danny Dunn and a Desert Island) 1970
4)『雨ふらせ作戦』(Danny Dunn and the Weather Machine) 1970
5)『ウニ号の海てい探検』(Danny Dunn and the Ocean Floor) 1970
7)『レーザー光線作戦』(Danny Dunn and the Heat Ray) 1970

### 「ハルとロジャーの冒険大作戦」シリーズ
- 『火口探検船』（ウイラード・プライス(Willard Price)、集英社、ハルとロジャーの冒険大作戦3) 1973
- 『密猟王黒ひげ』（プライス、集英社、ハルとロジャーの冒険大作戦6) 1974
- 『白い巨象のなぞ』（プライス、集英社、ハルとロジャーの冒険大作戦7) 1974
- 『決死の捕鯨船』（プライス、集英社、ハルとロジャーの冒険大作戦10) 1974

### グレアム・オークリー
- 『ねずみのアーサーとなかまたち』（グレアム・オークリー(Graham Oakley)、ポプラ社、世界のほんやくえほん4） 1976
- 『ねこのサムソンみなみのしまへ』（グレアム・オークリー、ポプラ社、世界のほんやくえほん5） 1976
- 『ねずみのアーサー月へいく?』（オークリー、ポプラ社、世界のほんやくえほん6） 1977
- 『ねずみのアーサーそらをとぶ』（オークリー、ポプラ社、世界のほんやくえほん7） 1977

### 「トリポッド」シリーズ
- 「三本足シリーズ」（ジョン・クリストファー、学習研究社）
1)『鋼鉄の巨人』(The White Mountains) 1978
2)『銀河系の征服者』(The City of Gold and Lead) 1978
3)『もえる黄金都市』(The Pool of Fire) 1979

## その他の著述業
ノンフィクションを中心に約20冊の著書・編著があり、創作の著書としては児童向けの『宇宙海ぞくパプ船長』と『ぞうのなみだ』の二作がある。

### 著書

#### 一般向け
- 『インド・インカ古代史考』（鷺の宮書房） 1969

#### 児童向け創作
- 『ぞうのなみだ』（福田庄助絵、盛光社） 1969
- 『宇宙海ぞくパプ船長』（西村達馬絵、岩崎書店） 1969

#### 児童向けノンフィクション
- 『世界の文化遺産 5 - インカ編』（宝文館） 1958
- 『世界の文化遺産 1 - インド編』（宝文館） 1959
- 『世界名作物語』（白木茂編・亀山龍樹ほか著、岩崎書店） 1961
- 『宇宙時代の夜明け』（岩崎書店） 1968
- 『古代文字のひみつ』（岩崎書店） 1969
- 『空とぶドクター』（文研出版） 1969
- 『10人の探検家』（実業之日本社） 1972
- 『湯川秀樹』（集英社、母と子の世界の伝記19） 1973

### 編纂
- 三省堂らいぶらりぃ
  - 『なぞの古代文字』 1978
  - 『まぼろしの文明』 1978
  - 『遺跡はかたる』 1978
  - 『うしなわれた都市』 1978
  - 『かくされた財宝』（山主敏子と共編） 1978
  - 『世界の魔物たち』（山主敏子と共編） 1978
  - 『世界のミステリーゾーン』（山主敏子と共編） 1978
  - 『世界奇人ものがたり』（山主敏子と共編） 1978